# تلورید کادمیوم جیوه
تلورید کادمیوم جیوه (Hg1−xCd xTe) (همچنین تلورید جیوه کادمیوم، MCT ,MerCad Telluride ,MerCadTel ,MerCaT یا CMT) یک ترکیب شیمیایی از تلورید کادمیوم (CdTe) و تلورید جیوه (HgTe) با یک شکاف‌باند قابل‌تنظیم در گستره فروسرخ موج‌کوتاه به ناحیه فروسرخ موج بسیار بلند است. مقدار کادمیوم (Cd) در آلیاژ می‌تواند به گونه‌ای انتخاب شود که جذب نوری ماده را برای طول‌موج فروسرخ موردنظر تنظیم کند. تلورید کادمیوم یک نیم‌رسانا است که دارای شکاف‌باند تقریباً ۱٫۵ الکترون‌ولت (eV) در دمای اتاق است. تلورید جیوه شبه‌فلز است، به این معنی که انرژی شکاف‌باند آن صفر است. مخلوط کردن این دو ماده امکان می‌دهد تا شکاف‌باندهایی بین ۰ تا ۱٫۵ الکترون‌ولت را بدست آورید.

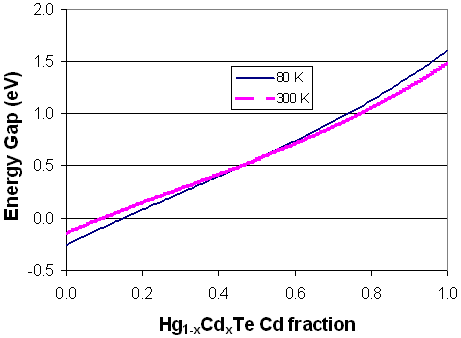
شکاف انرژی به صورت تابعی از ترکیب کادمیوم.

## خصوصیات

### فیزیکی

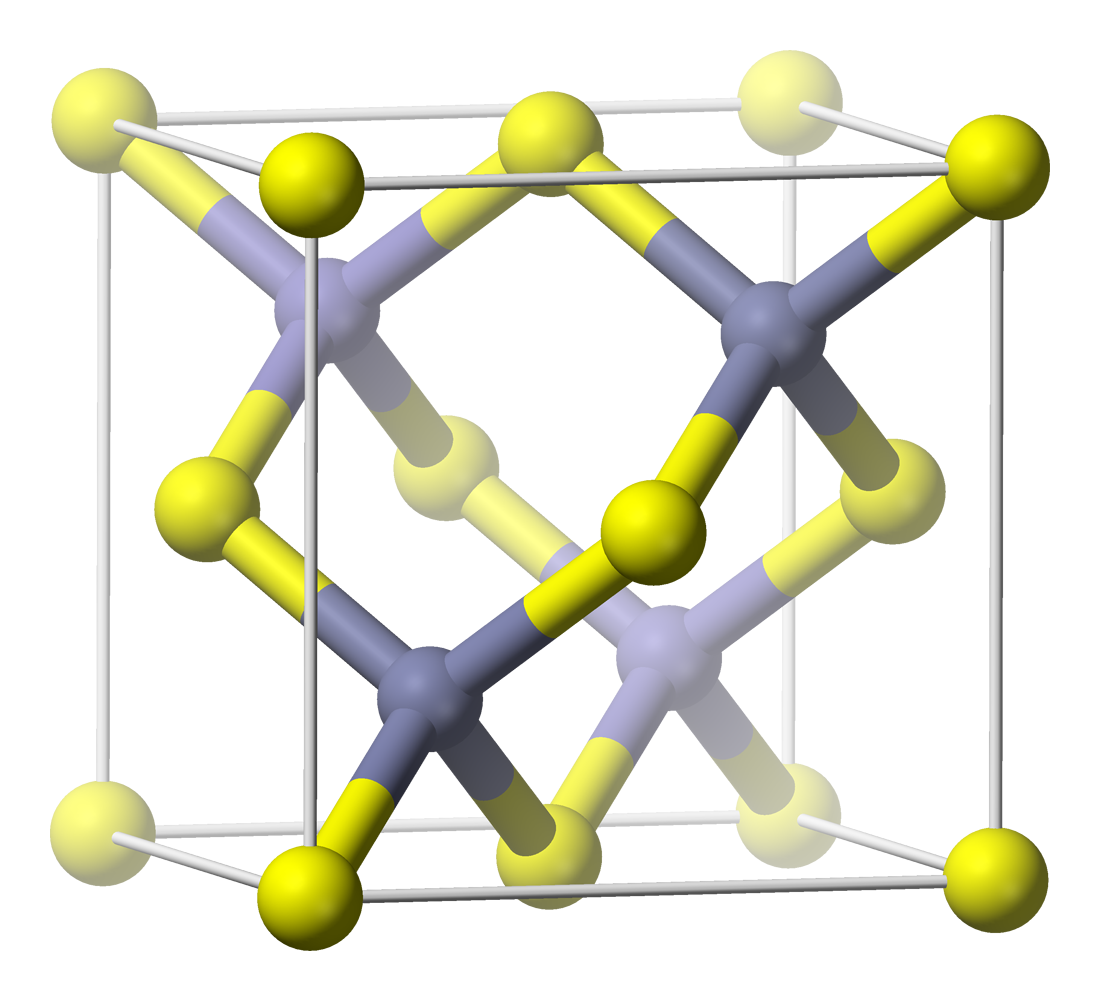
سلول واحد روی

Hg1−xCdxTe یک ساختار بلوری مکعبی است که دارای دو شبکه مکعبی صورت محور صورت جبران شده با (1/4,1/4,1/4)ao در سلول اولیه است. کاتیون‌های Cd از نظر آماری بر روی زیرشبکه زرد و سفید مخلوط شده در حالی که آنیون‌های Te زیرشبکه خاکستری را در تصویر تشکیل می‌دهند.

### الکترونیکی
موبیلیتی الکترون HgCdTe با مقدار زیاد جیوه بسیار بالا است. درمیان نیم‌رساناهای رایج مورد استفاده برای آشکارسازی فروسرخ، فقط ایندیم آنتیمونید و آرسنید ایندیم از موبیلیتی الکترون HgCdTe در دمای اتاق پیشی می‌گیرند. در ۸۰ کلوین، موبیلیتی الکترون Hg0.8Cd0.2Te می‌تواند چندصدهزار cm2/(V·s) باشد. الکترون‌ها نیز در این دما دارای طول پرتابیک (به انگلیسی: ballistic length) طولانی هستند. طول پیمایش آزاد آن‌ها می‌تواند چندین میکرومتر باشد.
غلظت حامل ذاتی توسط
{\textstyle n_{i}(t,x)=(5.585-3.82x+(1.753\cdot 10^{-3})t-1.364\cdot 10^{-3}t\cdot x)\cdot 10^{14}\cdot E_{g}(t,x)^{0.75}\cdot t^{1.5}\cdot e^{\frac {-E_{g}(t,x)\cdot q}{2\cdot k\cdot t}}}
که در آن k ثابت بولتزمن است، q بار الکتریکی ابتدایی است، t درجه حرارت مواد است، X درصد غلظت کادمیوم است و Eg شکاف‌باند داده شده توسط رابطه زیر است
{\displaystyle E_{g}(t,x)=-0.302+1.93\cdot x+(5.35\cdot 10^{-4})\cdot t\cdot (1-2\cdot x)-0.81\cdot x^{2}+0.832\cdot x^{3}}

#### طول‌عمر حامل اقلیت

##### بازترکیب اوژه
دو نوعِ بازترکیب اوژه بر HgCdTe تأثیر می‌گذارد: بازترکیب اوژه ۱ و اوجر ۷. بازترکیب اوژه ۱ شامل دو الکترون و یک حفره است که در آن یک الکترون و یک حفره با هم ترکیب می‌شوند و الکترون باقی مانده انرژی برابر یا بیشتر از شکاف‌باند دریافت می‌کند. بازترکیب اوژه ۷ شبیه اوژه ۱ است، اما شامل یک الکترون و دو حفره است.
طول‌عمر حامل اقلیت اوژه ۱ برای (بدون آلایش) HgCdTe ذاتی توسط
{\displaystyle \tau _{Auger1}(t,x)={\frac {2.12\cdot 10^{-14}\cdot {\sqrt {E_{g}(t,x)}}\cdot e^{\frac {q\cdot E_{g}(t,x)}{k\cdot t}}}{FF^{2}\cdot ({\frac {k\cdot t}{q}})^{1.5}}}}
که در آن FF انتگرال هم‌پوشانی (تقریباً ۰٫۲۲۱).
طول‌عمر حامل اقلیت اوژه ۱ برای HgCdTe آلاییده توسط
{\displaystyle \tau _{Auger1_{doped}}(t,x,n)={\frac {2\cdot \tau _{Auger1(t,x)}}{1+({\frac {n}{n_{i}(t,x)}})^{2}}}}
که در آن n غلظت الکترون تعادل است.

### گرمایی
رسانندگی گرمایی HgCdTe کم است. در غلظت کم کادمیوم به اندازه ۰٫۲ W·K−1m−1 است. این بدان معنی است که برای قطعات توان-بالا نامناسب است. اگرچه دیودها و لیزرهای فروسرخ با HgCdTe ساخته شده‌اند، اما برای کارآمد بودن آنها باید در سرما کارکنند. ظرفیت گرمایی ویژه ۱۵۰ J·kg-1K-1 است.

### نوری
HgCdTe در فروسرخ در انرژی فوتون زیر شکاف انرژی شفاف است. ضریب شکست بالاست و برای HgCdTe با مقدار بالای جیوه به ۴ می‌رسد.